# Ertuğrul Ergezen
Ertuğrul Ergezen (* 20. Juli 1978 in Armutveren, Landkreis Posof) ist ein ehemaliger türkischer Boxer im Schwergewicht.

## Karriere
Ergezen startete 2004 bei der Europameisterschaft in Pula und kämpfte sich gegen Costas Philippou, Marat Towmassjan und David Dolan in das Halbfinale vor, wo er mit einer Bronzemedaille gegen Wiktar Sujeu ausschied.
Aufgrund seines Erfolges war er für die Olympischen Sommerspiele 2004 in Athen qualifiziert, konnte jedoch durch eine im Trainingslager erlittene Rippenverletzung nicht zu seinem Duell gegen Wilmer Vásquez antreten und schied somit kampflos aus.
2005 gewann er für den Hamburger Boxstall Universum Box-Promotion noch vier Profikämpfe in Deutschland und Österreich.

### Auswahl weiterer Erfolge
- Oktober 2003: 3. Platz im Schwergewicht beim Green Hill Tournament in Pakistan[5]
- August 2000: 1. Platz im Schwergewicht beim Golden Belt Tournament in Rumänien[6]
- Februar 2000: 2. Platz im Schwergewicht beim Strandja Tournament in Bulgarien[7]
- November 1999: 1. Platz im Schwergewicht beim Ahmet Cömert Tournament in der Türkei[8]